# 費希爾島 (南極洲)
77°08′S 154°00′W / 77.133°S 154.000°W
費希爾島是南極洲的島嶼，位於愛德華七世地以北蘇茲貝格灣西部入口處，長11公里，根據美國地質調查局和美國海軍在1959至1965年的照片把該島嶼繪製於地圖中，島上無人居住。